# آبزاکوو (شهرستان بایماکسکی، باشقیرستان)
آبزاکوو (به لاتین: Abzakovo) یک منطقهٔ مسکونی در روسیه است که در باشقیرستان واقع شده‌است.